# Polluce b
Polluce b, chiamato anche Thestias, è un pianeta extrasolare orbitante attorno a Polluce, la stella più luminosa della costellazione dei Gemelli distante 34 anni luce dalla Terra.

## Scoperta
L'esistenza del pianeta era stata ipotizzata già nel 1993 per spiegare i cambiamenti di luminosità a lungo periodo di Polluce, ma solamente il 16 giugno 2006 è uscita la pubblicazione ufficiale della scoperta dopo più accurate misurazioni della velocità radiale della stella che hanno potuto confermare l'esistenza del pianeta.

## Caratteristiche fisiche
Dista circa 1,64 U.A. dalla stella madre in un'orbita quasi circolare, impiegando 589.64 giorni a completare un'orbita (1,61 anni) attorno a Polluce. La massa pare essere almeno 2,9 volte quella di Giove.